# Tomboy Bessie
Tomboy Bessie és una curtmetratge mut de la Biograph dirigit per Mack Sennett i protagonitzat per ell mateix i Mabel Normand. La pel·lícula, de mitja bobina, es va estrenar el 3 de juny de 1912. Alguns autors l’han considerada una de les millors actuacions de Normand per a la Biograph.

## Argument
La tia Cissie viu amb el seu germà i la seva filla Bessie que és un terratrèmol. Tot el dia fa malifetes molestant la tieta i el seu pretendent, l’Andrew. Al final, el pare de Bessie li diu a Andrew que deixarà que festegin si ell és capaç d’entretenir la seva filla. Aquesta se n’aprofita i en fa passar de mil colors al pobre Andrew fins que al final, per intentar recuperar una gallina acaba essent perseguit amb una escopeta pel granger i per un policia. Bessie acaba aclarint que tot és culpa seva i Cissie i Andrew poden festejar amb tranquil·litat.

## Repartiment
- Mabel Normand (Tomboy Bessie)
- Mack Sennett (Andrew, el pretendent de la tia Cissie)
- William J. Butler (pare de Bessie)
- Kate Toncray (tia Cissie)
- Charles Gorman (policia)
- Frank Opperman (granger de pollastres)
- W.C. Robinson